# Angol labdarúgó-válogatott
Az angol labdarúgó-válogatott Anglia nemzeti csapata, amelyet a Labdarúgó-szövetség (The Football Association), Anglia labdarúgó-szövetsége irányít. Az angol válogatott egyike a futballtörténelem két legidősebb válogatottjának Skóciával egyetemben. Ez a két csapat játszotta a labdarúgó történelem legelső válogatott mérkőzését 1872. november 30-án. Beceneve a „Three Lions” (magyarul: „Háromoroszlánosok”).
Az Egyesült Királyságot más országokhoz képest hagyományosan eltérően kezelik a futball világában, hiszen más államok egyetlen csapattal vehetnek részt a nemzetközi versenyeken, itt azonban a négy államalkotó nemzetnek külön-külön bajnoksága és válogatottja van. A Nemzetközi Olimpiai Bizottság azonban nem ismeri el ezt a felosztást, így az olimpiákon Anglia nem vehet részt külön csapattal.
Hazai mérkőzéseiknek általában a londoni Wembley Stadion szokott otthont adni. Anglia egyike azon nyolc nemzetnek, akiknek sikerült megnyerniük a labdarúgó-világbajnokságot. Mindez 1966-ban hazai környezetben történt, amikor az NSZK csapatát győzték le 4–2 arányban hosszabbítás után.
Európa-bajnokságon elért legjobb eredménye a 2020-ban és 2024-ben szerzett ezüstérem.

## Történelem
Anglia rendelkezik az egyik legidősebb válogatottal Skóciával egyetemben. Ezen két válogatott játszotta a labdarúgó történelem legelső válogatott mérkőzését 1872. november 30-án. A mérkőzés 0–0-s döntetlennel zárult. A következő 30 évben az angolok csak Wales, Skócia és Írország ellen játszottak mérkőzéseket a Brit hazai-bajnokság küzdelmeiben.
1906-ban felvételt nyertek a FIFA-ba. 1908-ban egy közép-európai körúton vettek részt és ekkor már más válogatottakkal is összemérhették erejüket. Egészen 1923-ig nem rendelkeztek hivatalos stadionnal, ugyanis ekkor nyitották meg a Wembleyt. 1928-ban kiléptek a FIFA-ból, majd 1946-ban ismét a tagjaivá váltak. Ennek következtében 1950-ig nem szerepeltek világbajnokságon.
Első világbajnoki mérkőzésükön 2–0-ra legyőzték Chilét. Majd következett az Egyesült Államok elleni emlékezetes 1–0-s vereség, ami nagyon kínos volt egész Anglia számára. Különös azért, mivel az amerikaiaknál jobbára amatőr játékosok szerepeltek és az angol sajtó is legalább 10–0-s angol győzelemre számított.
Hazai pályán először 1949. szeptember 21-én szenvedtek vereséget Írországtól 2–0 arányban a Goodison Parkban. 1953. november 25-én Magyarország volt az első válogatott, mely győzni tudott a Wembley Stadionban. Korábban egy ízben sem fordult elő, hogy Anglia vereséget szenvedjen hazai pályán egy nem szigetországi csapattal szemben. A magyarok 6–3-as győzelme tehát sporttörténelmi jelentőséggel bírt. a mérkőzés visszavágóját Budapesten rendezték, melyet 7–1-re szintén a magyarok nyertek meg.

Az 1966-os világbajnokság döntőjének kezdőcsapatai.

Az 1954-es világbajnokságon a negyeddöntőig jutottak, ahol Uruguaytól kaptak ki 4–2-re.
Walter Winterbottom 1946-tól kezdődően volt szövetségi kapitány, őt az az Alf Ramsey váltotta 1963-ban, akivel megnyerték a világbajnokságot az angolok 1966-ban. A döntőben az NSZK ellen Geoff Hurst mesterhármasával hosszabbítás után 4–2-re győztek.
A vb után két évvel az 1968-as Európa-bajnokságon a harmadik helyet szerezték meg.
Az 1970-es világbajnokságra a kupa címvédőjeként automatikusan kvalifikálták magukat. A csoportkör után a negyeddöntőig jutottak, ahol ismét az NSZK-val találkoztak. Már 2–0-ra is vezettek az angolok, azonban a németek felálltak, egyenlítettek, a hosszabbításban pedig maguk javára fordították a találkozót.
Az 1974-es és 1978-as világbajnokságra nem sikerült kijutniuk. Legközelebb az 1982-es spanyolországi vb-n szerepeltek. A csoportkörből továbbjutva a második csoportkörben kiestek.
1986-ban Bobby Robson irányítása alatt a negyeddöntőben két emlékezetes Maradona gólnak köszönhetően, Argentína ellen szenvedtek 2–1-es vereséget és kiestek. Az 1988-as Európa-bajnokságon az három vereséggel az utolsó helyen végezve már a csoportkör után utazhattak haza.
Az 1990-es világbajnokságon egészen az elődöntőig meneteltek, ahol az NSZK-val találkoztak. A rendes játékidőt és hosszabbítást követően 1–1-re végeztek a csapatok, így következhettek a büntetőrúgások, amiben a németek bizonyultak jobbnak 4–3 arányban.
Az 1992-es Eb-n mindössze két döntetlent értek el és nem jutottak tovább. Az 1994-es világbajnokságra nem jutottak ki, mert a selejtezőkben Norvégia és Hollandia mögött csak a harmadik helyen végeztek. Ezt követte az 1996-os Európa-bajnokság, aminek Anglia volt a házigazdája. Az elődöntőben Németország ellen léptek pályára, de akárcsak 1990-ben ismét a németek győztek büntetőkkel.

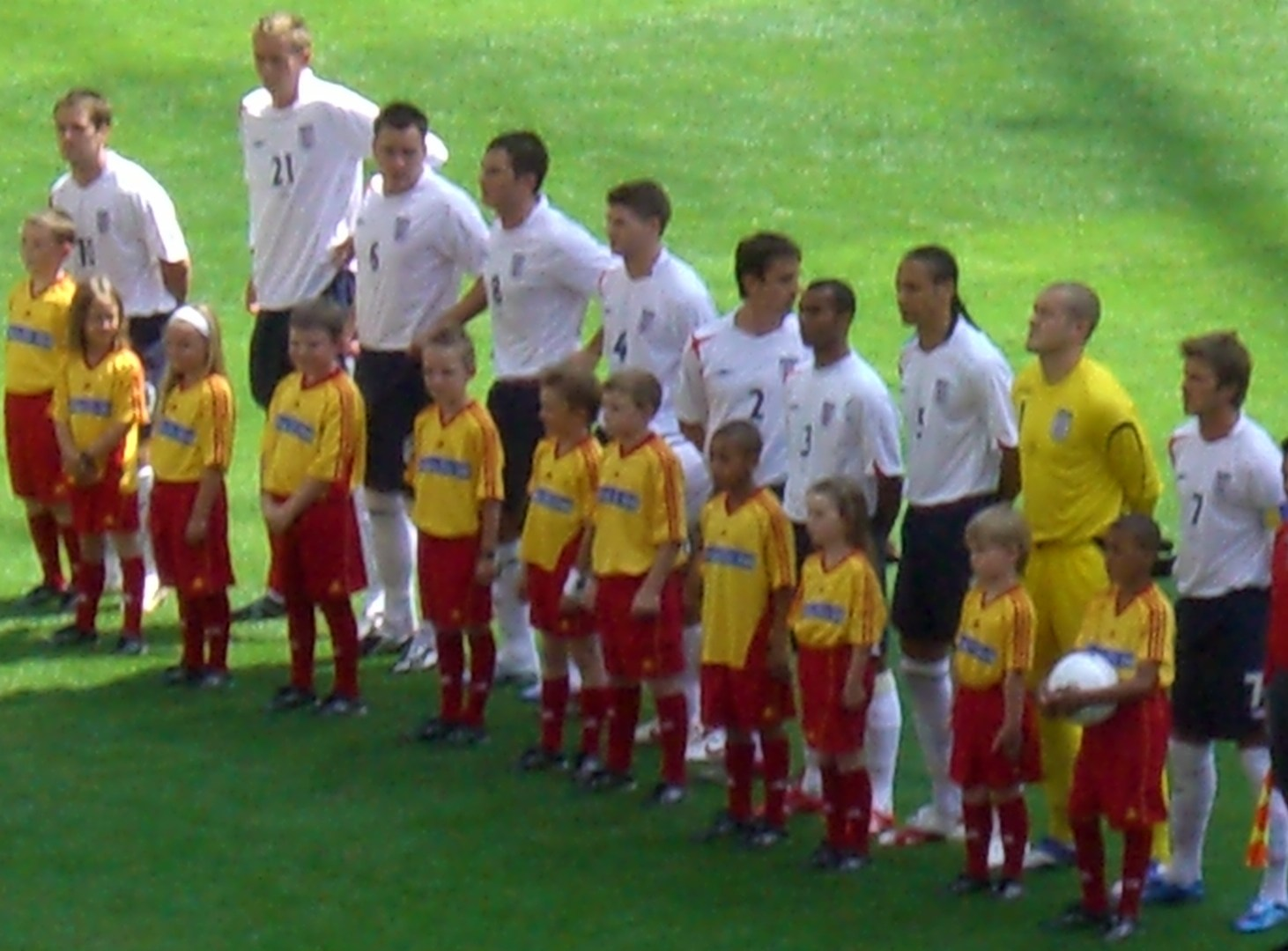
Anglia válogatottja a 2006-os világbajnokságon.

Az 1998-as világbajnokságon a nyolcaddöntőben Argentína jelentette a végállomást. A 2000-es Eb-n a csoportkörben kiestek. Portugáliától vereséget szenvedtek 3–2-re, úgy, hogy már az első negyedóra végén 2–0-s előnyre tettek szert az angolok. A németeket sikerült 1–0-ra legyőzniük, de az utolsó mérkőzésükön újabb vereséget szenvedtek. Románia ellen egy fordulatos meccsen maradtak alul 3–2 arányban.
2001 és 2006 között a svéd Sven-Göran Eriksson volt a válogatott szövetségi kapitánya. Ő volt az első nem angol származású edző a kispadon. A 2002-es és a 2006-os vb-n is a negyeddöntőig jutott a válogatott az ő irányítsa alatt.
Hatalmas meglepetésre a 2008-as Európa-bajnokságra nem sikerült kijutniuk. Az utolsó mindent eldöntő mérkőzésükön hazai pályán szenvedtek 3–2-es vereséget Horvátországtól.
A 2010-es Dél-afrikai világbajnokságon Németországtól kaptak ki 4–1-re a legjobb 16 között. A 2012-es Európa-bajnokságon 1–1-es döntetlennel kezdtek Franciaország ellen. Svédországot Andy Carroll, Theo Walcott és Danny Welbeck góljaiával 3–2-re győzték le. Ukrajna ellen Wayne Rooney találatával 1–0-ra győztek. A negyeddöntőben hosszabbítást követően 0–0-ás döntetlent játszottak Olaszországgal és végül büntetőkkel maradtak alul. A 2014-es világbajnokságon ismét találkozott a két csapat és akkor is az olaszok bizonyultak jobbnak 2–1-gyel. Az angolok a második csoportmérkőzésüket is elveszítették 2–1-re Uruguay ellen és nem jutottak tovább a csoportból. Costa Rica ellen még játszottak egy 0–0-ás döntetlent. A 2016-os Európa-bajnokságon Eric Dier góljával 1–0-ra vezettek Oroszország ellen, de végül 1–1-es döntetlen született. Azt követően Walest 2–1-re verték Jamie Vardy és Daniel Sturridge góljaival, végül pedig 0–0-ás döntetlent értek el Szlovákiával szemben. A nyolcaddöntőben Izlanddal találkoztak, ahol Wayne Roony büntetőgóljával még vezettek a negyedik percben, de Izland fordítani tudott és nem kis meglepetésre 2–1-re győzött. 

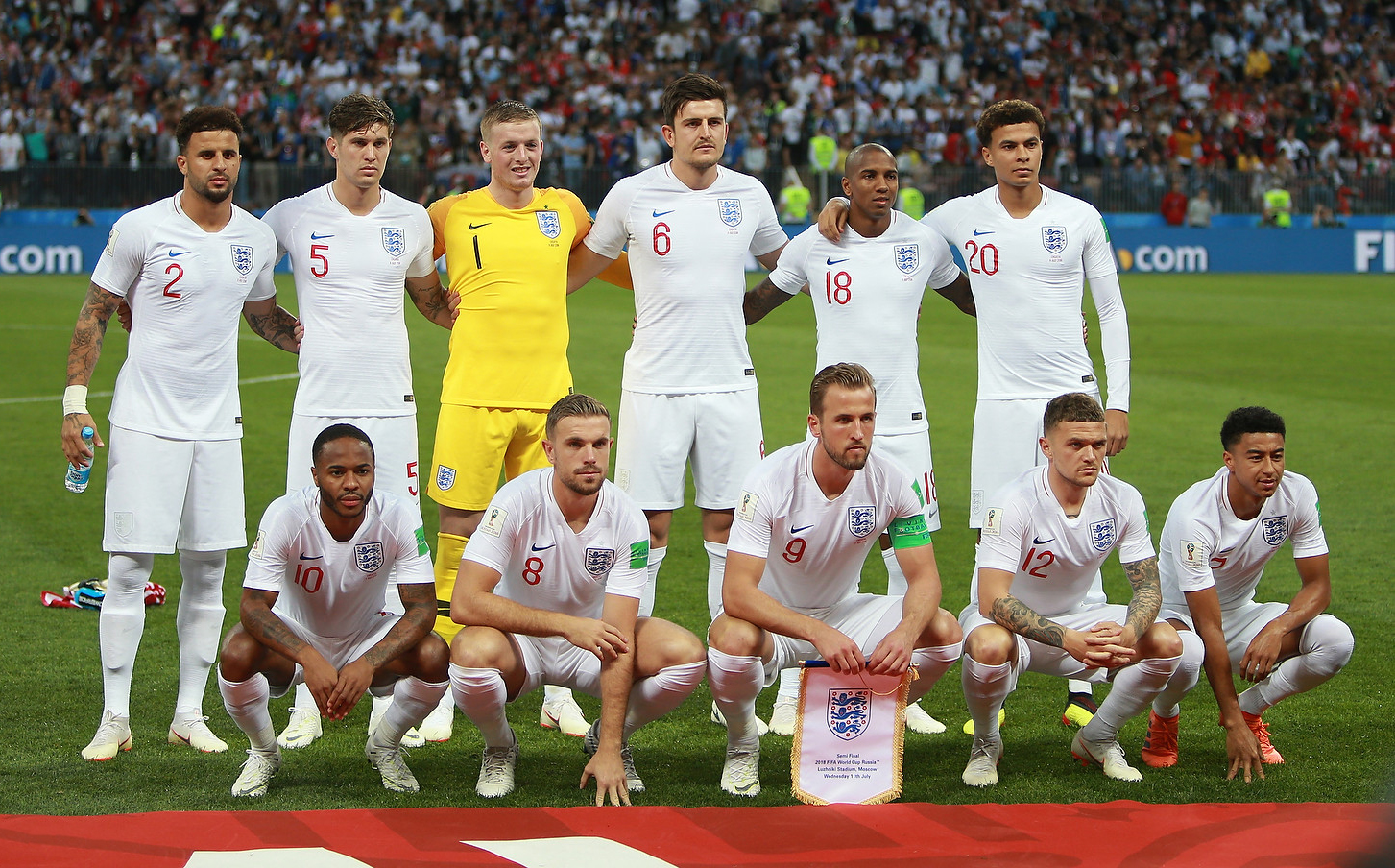
Anglia válogatottja a 2018-as világbajnokságon

A 2018-as világbajnokságon a G csoportban szerepeltek Belgium, Tunézia és Panama társaságában. Tunéziát Harry Kane góljaival 2–1-re győzték le a nyitányon. Panamát 6–1-re verték a következő mérkőzésen, melyen Harry Kane mesterhármast szerzett, rajta kívül John Stones kétszer, Jesse Lingard egyszer volt eredményes. Belgiumtól 1–0-ra kikaptak a harmadik csoportmérkőzésen. A nyolcaddöntőben Harry Kane büntetőjével megszerezték a vezetést Kolumbia ellen, de a ráadásban érkezett Yerry Mina és hosszabbításra mentette a találkozót. Nem született újabb gól, ezért következtek a büntetők, melyben az angolok nyertek 4–3 arányban. A negyeddöntőben Harry Maguire és Dele Alli találataival 2–0-val búcsúztatták Svédországot. Az elődöntőben Kieran Trippier szabadrúgásból szerzett góljával gyorsan megszerezték a vezetést az angolok, de a horvátoknak sikerült megfordítaniuk a mérkőzés állását és végül ők jutottak a döntőbe. A bronzmérkőzésen ismét Belgiummal találkoztak és 2–0-ra kikaptak.
A 2020-as Európa-bajnokságnak társházigazdája volt Anglia. A D csoportban Horvátországgal kezdtek és 1–0-ra győztek Raheem Sterling góljával. Skóciával 0–0-ás döntetlent játszottak, Csehországot pedig 1–0-ra győzték le ugyancsak Sterling találatával. A nyolcaddöntőben Németországgal találkoztak, ahol Sterling és Kane góljaival 2–0-ra győztek. A negyeddöntőben 4–0-ra verték Ukrajnát, az elődöntőben pedig Dániát verték 2–1-re hosszabbításban. A londoni Wembleyben 67 ezer néző előtt rendezett döntőben Olaszország ellen Luke Shaw góljával már a 2. percben megszerezték a vezetést. Leonardo Bonucci révén az olaszok egyenlítettek és végül nem született újabb találat. A büntetőpárbajban Marcus Rashford, Jadon Sancho és Bukayo Saka is hibázott, ami soknak bizonyult és Anglia elveszítette az Európa-bajnoki döntőt.
A 2022-es világbajnokságon Jude Bellingham, Raheem Sterling, Marcus Rashford, Jack Grealish és Bukayo Saka duplájával 6–2-re verték Iránt az első csoportmérkőzésükön. Ezt követően 0–0-ás döntetlent játszottak az Egyesült Államokkal. Walest Marcus Rashford duplájával és Phil Foden találatával 3–0-ra verték. A nyolcaddöntőben Szenegált búcsúztatták ugyancsak 3–0-ás eredménnyel. A negyeddöntőt 2–1-re elveszítették Franciaországgal szemben és kiestek. Harry Kane két büntetőt is rúghatott a találkozón, az elsőt értékesítette, a másodikat viszont kihagyta.

## Stadion

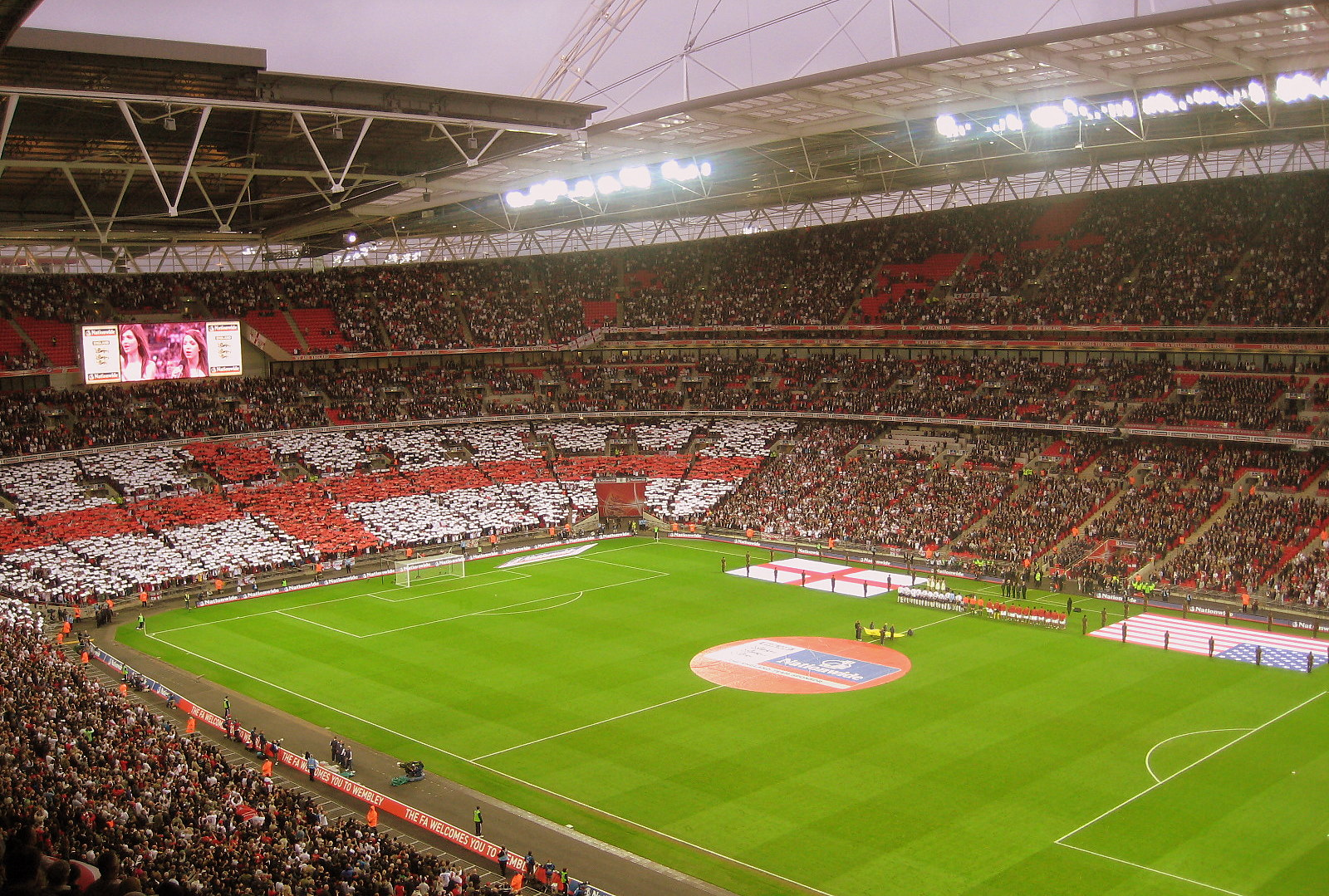
A londoni Wembley Stadion az angol labdarúgó-válogatott hivatalos otthona.

Az első 50 évben a hazai mérkőzéseiket az ország különböző stadionjaiban rendezték. 1923-ban épült a Wembley, ami az angolok hivatalos nemzeti stadionja lett.
Az első mérkőzést 1924-ben játszották itt Skócia ellen. A következő 27 évben csak Skócia ellen léptek pályára a Wembleyben.
2001-ben lebontották és új arénát húztak fel a helyén. Az új stadion 2007-ben lett felavatva. Az addig eltelt időszakban a hazai mérkőzéseiknek más stadionok adtak otthont.
A stadion hivatalosan is az Angol labdarúgó-szövetség (FA) tulajdonát képezi.

## Nemzetközi eredmények
Világbajnokság
- Világbajnok: 1 alkalommal (1966)
- 4. helyezett: 2 alkalommal (1990, 2018)

Labdarúgó-Európa-bajnokság
- Ezüstérmes: 2 alkalommal (2020, 2024)
- Bronzérmes: 2 alkalommal (1968, 1996)

Regionális:
Brit házibajnokság
- Győztes: 54 alkalommal (20 alkalommal megosztva)

Rous-kupa
- Győztes: 3 alkalommal (1986, 1988, 1989)

Minitorna:
Tournoi de France
- Győztes: 1 alkalommal (1997)

### Világbajnokság
Világbajnok
      Ezüstérem
      Bronzérem
      Negyedik hely
      Egészben vagy részben hazai rendezésű
| Világbajnokság | Világbajnokság    | Világbajnokság    | Világbajnokság    | Világbajnokság    | Világbajnokság    | Világbajnokság    | Világbajnokság    | Világbajnokság    | Világbajnokság    | Selejtezők                         | Selejtezők                         | Selejtezők                         | Selejtezők                         | Selejtezők                         | Selejtezők                         | Selejtezők                         |
| Év             | Eredmény          | H.                | M                 | Gy                | D                 | V                 | G+                | G–                | Keret             | H.                                 | M                                  | Gy                                 | D                                  | V                                  | G+                                 | G–                                 |
| -------------- | ----------------- | ----------------- | ----------------- | ----------------- | ----------------- | ----------------- | ----------------- | ----------------- | ----------------- | ---------------------------------- | ---------------------------------- | ---------------------------------- | ---------------------------------- | ---------------------------------- | ---------------------------------- | ---------------------------------- |
| 1930           | nem volt FIFA-tag | nem volt FIFA-tag | nem volt FIFA-tag | nem volt FIFA-tag | nem volt FIFA-tag | nem volt FIFA-tag | nem volt FIFA-tag | nem volt FIFA-tag | nem volt FIFA-tag | nem volt FIFA-tag                  | nem volt FIFA-tag                  | nem volt FIFA-tag                  | nem volt FIFA-tag                  | nem volt FIFA-tag                  | nem volt FIFA-tag                  | nem volt FIFA-tag                  |
| 1934           | nem volt FIFA-tag | nem volt FIFA-tag | nem volt FIFA-tag | nem volt FIFA-tag | nem volt FIFA-tag | nem volt FIFA-tag | nem volt FIFA-tag | nem volt FIFA-tag | nem volt FIFA-tag | nem volt FIFA-tag                  | nem volt FIFA-tag                  | nem volt FIFA-tag                  | nem volt FIFA-tag                  | nem volt FIFA-tag                  | nem volt FIFA-tag                  | nem volt FIFA-tag                  |
| 1938           | nem volt FIFA-tag | nem volt FIFA-tag | nem volt FIFA-tag | nem volt FIFA-tag | nem volt FIFA-tag | nem volt FIFA-tag | nem volt FIFA-tag | nem volt FIFA-tag | nem volt FIFA-tag | nem volt FIFA-tag                  | nem volt FIFA-tag                  | nem volt FIFA-tag                  | nem volt FIFA-tag                  | nem volt FIFA-tag                  | nem volt FIFA-tag                  | nem volt FIFA-tag                  |
| 1950           | Csoportkör        | 8.                | 3                 | 1                 | 0                 | 2                 | 2                 | 2                 | Keret             | 1.                                 | 3                                  | 3                                  | 0                                  | 0                                  | 14                                 | 3                                  |
| 1954           | Negyeddöntő       | 7.                | 3                 | 1                 | 1                 | 1                 | 8                 | 8                 | Keret             | 1.                                 | 3                                  | 3                                  | 0                                  | 0                                  | 11                                 | 4                                  |
| 1958           | Csoportkör        | 11.               | 4                 | 0                 | 3                 | 1                 | 4                 | 5                 | Keret             | 1.                                 | 4                                  | 3                                  | 1                                  | 0                                  | 15                                 | 5                                  |
| 1962           | Negyeddöntő       | 8.                | 4                 | 1                 | 1                 | 2                 | 5                 | 6                 | Keret             | 1.                                 | 4                                  | 3                                  | 1                                  | 0                                  | 16                                 | 2                                  |
| 1966           | Világbajnok       | 1.                | 6                 | 5                 | 1                 | 0                 | 11                | 3                 | Keret             | rendezőként automatikusan kijutott | rendezőként automatikusan kijutott | rendezőként automatikusan kijutott | rendezőként automatikusan kijutott | rendezőként automatikusan kijutott | rendezőként automatikusan kijutott | rendezőként automatikusan kijutott |
| 1970           | Negyeddöntő       | 8.                | 4                 | 2                 | 0                 | 2                 | 4                 | 4                 | Keret             | címvédőként automatikusan kijutott | címvédőként automatikusan kijutott | címvédőként automatikusan kijutott | címvédőként automatikusan kijutott | címvédőként automatikusan kijutott | címvédőként automatikusan kijutott | címvédőként automatikusan kijutott |
| 1974           | nem jutott ki     | nem jutott ki     | nem jutott ki     | nem jutott ki     | nem jutott ki     | nem jutott ki     | nem jutott ki     | nem jutott ki     | nem jutott ki     | 2.                                 | 4                                  | 1                                  | 2                                  | 1                                  | 3                                  | 4                                  |
| 1978           | nem jutott ki     | nem jutott ki     | nem jutott ki     | nem jutott ki     | nem jutott ki     | nem jutott ki     | nem jutott ki     | nem jutott ki     | nem jutott ki     | 2.                                 | 6                                  | 5                                  | 0                                  | 1                                  | 15                                 | 4                                  |
| 1982           | Középdöntő        | 6.                | 5                 | 3                 | 2                 | 0                 | 6                 | 1                 | Keret             | 2.                                 | 8                                  | 4                                  | 1                                  | 3                                  | 13                                 | 8                                  |
| 1986           | Negyeddöntő       | 8.                | 5                 | 2                 | 1                 | 2                 | 7                 | 3                 | Keret             | 1.                                 | 8                                  | 4                                  | 4                                  | 0                                  | 21                                 | 2                                  |
| 1990           | Negyedik hely     | 4.                | 7                 | 3                 | 3                 | 1                 | 8                 | 6                 | Keret             | 2.                                 | 6                                  | 3                                  | 3                                  | 0                                  | 10                                 | 0                                  |
| 1994           | nem jutott ki     | nem jutott ki     | nem jutott ki     | nem jutott ki     | nem jutott ki     | nem jutott ki     | nem jutott ki     | nem jutott ki     | nem jutott ki     | 3.                                 | 10                                 | 5                                  | 3                                  | 2                                  | 26                                 | 9                                  |
| 1998           | Nyolcaddöntő      | 9.                | 4                 | 2                 | 1                 | 1                 | 7                 | 4                 | Keret             | 1.                                 | 8                                  | 6                                  | 1                                  | 1                                  | 15                                 | 2                                  |
| 2002           | Negyeddöntő       | 6.                | 5                 | 2                 | 2                 | 1                 | 6                 | 3                 | Keret             | 1.                                 | 8                                  | 5                                  | 2                                  | 1                                  | 16                                 | 6                                  |
| 2006           | Negyeddöntő       | 7.                | 5                 | 3                 | 2                 | 0                 | 6                 | 2                 | Keret             | 1.                                 | 10                                 | 8                                  | 1                                  | 1                                  | 17                                 | 5                                  |
| 2010           | Nyolcaddöntő      | 13.               | 4                 | 1                 | 2                 | 1                 | 3                 | 5                 | Keret             | 1.                                 | 10                                 | 9                                  | 0                                  | 1                                  | 34                                 | 6                                  |
| 2014           | Csoportkör        | 26.               | 3                 | 0                 | 1                 | 2                 | 2                 | 4                 | Keret             | 1.                                 | 10                                 | 6                                  | 4                                  | 0                                  | 31                                 | 4                                  |
| 2018           | Negyedik hely     | 4.                | 7                 | 3                 | 1                 | 3                 | 12                | 8                 | Keret             | 1.                                 | 10                                 | 8                                  | 2                                  | 0                                  | 18                                 | 3                                  |
| 2022           | Negyeddöntő       | 6.                | 5                 | 3                 | 1                 | 1                 | 13                | 4                 | Keret             | 1.                                 | 10                                 | 8                                  | 2                                  | 0                                  | 39                                 | 3                                  |
| 2026           | később            | később            | később            | később            | később            | később            | később            | később            | később            | később                             | később                             | később                             | később                             | később                             | később                             | később                             |
| 2030           | később            | később            | később            | később            | később            | később            | később            | később            | később            | később                             | később                             | később                             | később                             | később                             | később                             | később                             |
| 2034           | később            | később            | később            | később            | később            | később            | később            | később            | később            | később                             | később                             | később                             | később                             | később                             | később                             | később                             |
| Összesen       |                   | 16/22             | 74                | 32                | 22                | 20                | 104               | 68                | –                 | Összesen                           | 122                                | 84                                 | 27                                 | 11                                 | 314                                | 70                                 |

### Európa-bajnokság
Európa-bajnok
      Ezüstérem
      Bronzérem
      Negyedik hely
      Egészben vagy részben hazai rendezésű
| Európa-bajnokság | Európa-bajnokság | Európa-bajnokság | Európa-bajnokság | Európa-bajnokság | Európa-bajnokság | Európa-bajnokság | Európa-bajnokság | Európa-bajnokság | Európa-bajnokság | Selejtezők                         | Selejtezők                         | Selejtezők                         | Selejtezők                         | Selejtezők                         | Selejtezők                         | Selejtezők                         |
| Év               | Eredmény         | H.               | M                | Gy               | D                | V                | G+               | G–               | Keret            | H.                                 | M                                  | Gy                                 | D                                  | V                                  | G+                                 | G–                                 |
| ---------------- | ---------------- | ---------------- | ---------------- | ---------------- | ---------------- | ---------------- | ---------------- | ---------------- | ---------------- | ---------------------------------- | ---------------------------------- | ---------------------------------- | ---------------------------------- | ---------------------------------- | ---------------------------------- | ---------------------------------- |
| 1960             | nem indult       | nem indult       | nem indult       | nem indult       | nem indult       | nem indult       | nem indult       | nem indult       | nem indult       | nem indult                         | nem indult                         | nem indult                         | nem indult                         | nem indult                         | nem indult                         | nem indult                         |
| 1964             | nem jutott ki    | nem jutott ki    | nem jutott ki    | nem jutott ki    | nem jutott ki    | nem jutott ki    | nem jutott ki    | nem jutott ki    | nem jutott ki    | Első forduló                       | 2                                  | 0                                  | 1                                  | 1                                  | 3                                  | 6                                  |
| 1968             | Bronzérem        | 3.               | 2                | 1                | 0                | 1                | 2                | 1                | Keret            | 1.                                 | 8                                  | 6                                  | 1                                  | 1                                  | 18                                 | 6                                  |
| 1972             | nem jutott ki    | nem jutott ki    | nem jutott ki    | nem jutott ki    | nem jutott ki    | nem jutott ki    | nem jutott ki    | nem jutott ki    | nem jutott ki    | 1.                                 | 8                                  | 5                                  | 2                                  | 1                                  | 16                                 | 6                                  |
| 1976             | nem jutott ki    | nem jutott ki    | nem jutott ki    | nem jutott ki    | nem jutott ki    | nem jutott ki    | nem jutott ki    | nem jutott ki    | nem jutott ki    | 2.                                 | 6                                  | 3                                  | 2                                  | 1                                  | 11                                 | 3                                  |
| 1980             | Csoportkör       | 6.               | 3                | 1                | 1                | 1                | 3                | 3                | Keret            | 1.                                 | 8                                  | 7                                  | 1                                  | 0                                  | 22                                 | 5                                  |
| 1984             | nem jutott ki    | nem jutott ki    | nem jutott ki    | nem jutott ki    | nem jutott ki    | nem jutott ki    | nem jutott ki    | nem jutott ki    | nem jutott ki    | 2.                                 | 8                                  | 5                                  | 2                                  | 1                                  | 23                                 | 3                                  |
| 1988             | Csoportkör       | 7.               | 3                | 0                | 0                | 3                | 2                | 7                | Keret            | 1.                                 | 6                                  | 5                                  | 1                                  | 0                                  | 19                                 | 1                                  |
| 1992             | Csoportkör       | 7.               | 3                | 0                | 2                | 1                | 1                | 2                | Keret            | 1.                                 | 6                                  | 3                                  | 3                                  | 0                                  | 7                                  | 3                                  |
| 1996             | Bronzérem        | 3.               | 5                | 2                | 3                | 0                | 8                | 3                | Keret            | rendezőként automatikusan kijutott | rendezőként automatikusan kijutott | rendezőként automatikusan kijutott | rendezőként automatikusan kijutott | rendezőként automatikusan kijutott | rendezőként automatikusan kijutott | rendezőként automatikusan kijutott |
| 2000             | Csoportkör       | 11.              | 3                | 1                | 0                | 2                | 5                | 6                | Keret            | 2. (pótselejtező)                  | 10                                 | 4                                  | 4                                  | 2                                  | 16                                 | 5                                  |
| 2004             | Negyeddöntő      | 5.               | 4                | 2                | 1                | 1                | 10               | 6                | Keret            | 1.                                 | 8                                  | 6                                  | 2                                  | 0                                  | 14                                 | 5                                  |
| 2008             | nem jutott ki    | nem jutott ki    | nem jutott ki    | nem jutott ki    | nem jutott ki    | nem jutott ki    | nem jutott ki    | nem jutott ki    | nem jutott ki    | 3.                                 | 12                                 | 7                                  | 2                                  | 3                                  | 24                                 | 7                                  |
| 2012             | Negyeddöntő      | 5.               | 4                | 2                | 2                | 0                | 5                | 3                | Keret            | 1.                                 | 8                                  | 5                                  | 3                                  | 0                                  | 17                                 | 5                                  |
| 2016             | Nyolcaddöntő     | 12.              | 4                | 1                | 2                | 1                | 4                | 4                | Keret            | 1.                                 | 10                                 | 10                                 | 0                                  | 0                                  | 31                                 | 3                                  |
| 2020             | Ezüstérem        | 2.               | 7                | 5                | 2                | 0                | 11               | 2                | Keret            | 1.                                 | 8                                  | 7                                  | 0                                  | 1                                  | 37                                 | 6                                  |
| 2024             | Ezüstérem        | 2.               | 7                | 3                | 3                | 1                | 8                | 6                | Keret            | 1.                                 | 8                                  | 6                                  | 2                                  | 0                                  | 22                                 | 4                                  |
| 2028             | később           | később           | később           | később           | később           | később           | később           | később           | később           | később                             | később                             | később                             | később                             | később                             | később                             | később                             |
| 2032             | később           | később           | később           | később           | később           | később           | később           | később           | később           | később                             | később                             | később                             | később                             | később                             | később                             | később                             |
| Összesen         |                  | 11/17            | 45               | 18               | 16               | 11               | 59               | 43               | –                | Összesen                           | 116                                | 79                                 | 26                                 | 11                                 | 270                                | 68                                 |

### UEFA Nemzetek Ligája
Aranyérem
      Ezüstérem
      Bronzérem
| Csoportkör / Negyeddöntő / Osztályozó | Csoportkör / Negyeddöntő / Osztályozó | Csoportkör / Negyeddöntő / Osztályozó | Csoportkör / Negyeddöntő / Osztályozó | Csoportkör / Negyeddöntő / Osztályozó | Csoportkör / Negyeddöntő / Osztályozó | Csoportkör / Negyeddöntő / Osztályozó | Csoportkör / Negyeddöntő / Osztályozó | Csoportkör / Negyeddöntő / Osztályozó | Csoportkör / Negyeddöntő / Osztályozó | Csoportkör / Negyeddöntő / Osztályozó | Csoportkör / Negyeddöntő / Osztályozó | Egyenes kieséses szakasz | Egyenes kieséses szakasz | Egyenes kieséses szakasz | Egyenes kieséses szakasz | Egyenes kieséses szakasz | Egyenes kieséses szakasz | Egyenes kieséses szakasz | Egyenes kieséses szakasz | Egyenes kieséses szakasz |
| Szezon                                | Liga                                  | Csoport                               | H                                     | M                                     | Gy                                    | D                                     | V                                     | G+                                    | G–                                    | Feljutás/kiesés                       | Helyezés                              | Év                       | Eredmény                 | M                        | Gy                       | D                        | V                        | G+                       | G–                       | Keret                    |
| ------------------------------------- | ------------------------------------- | ------------------------------------- | ------------------------------------- | ------------------------------------- | ------------------------------------- | ------------------------------------- | ------------------------------------- | ------------------------------------- | ------------------------------------- | ------------------------------------- | ------------------------------------- | ------------------------ | ------------------------ | ------------------------ | ------------------------ | ------------------------ | ------------------------ | ------------------------ | ------------------------ | ------------------------ |
| 2018–19                               | A                                     | 4.                                    | 1.                                    | 4                                     | 2                                     | 1                                     | 1                                     | 6                                     | 5                                     | Állandó                               | 3.                                    | 2019                     | Bronzérmes               | 2                        | 0                        | 1                        | 1                        | 1                        | 3                        | Keret                    |
| 2020–21                               | A                                     | 2.                                    | 3.                                    | 6                                     | 3                                     | 1                                     | 2                                     | 7                                     | 4                                     | Állandó                               | 9.                                    | 2021                     | nem jutott be            | nem jutott be            | nem jutott be            | nem jutott be            | nem jutott be            | nem jutott be            | nem jutott be            | nem jutott be            |
| 2022–23                               | A                                     | 3.                                    | 4.                                    | 6                                     | 0                                     | 3                                     | 3                                     | 4                                     | 10                                    | Csökkenés                             | 15.                                   | 2023                     | nem jutott be            | nem jutott be            | nem jutott be            | nem jutott be            | nem jutott be            | nem jutott be            | nem jutott be            | nem jutott be            |
| 2024–25                               | B                                     | 2.                                    | 1.                                    | 6                                     | 5                                     | 0                                     | 1                                     | 16                                    | 3                                     | Növekedés                             | 11.                                   | 2025                     | nem jutott be            | nem jutott be            | nem jutott be            | nem jutott be            | nem jutott be            | nem jutott be            | nem jutott be            | nem jutott be            |
| 2026–27                               | A                                     |                                       |                                       |                                       |                                       |                                       |                                       |                                       |                                       |                                       |                                       | 2027                     |                          |                          |                          |                          |                          |                          |                          |                          |
| Összesen                              | Összesen                              | Összesen                              | Összesen                              | 22                                    | 10                                    | 5                                     | 7                                     | 33                                    | 22                                    |                                       |                                       |                          | 1/4                      | 2                        | 0                        | 1                        | 1                        | 1                        | 3                        |                          |

## Mezek a válogatott története során
Az angol válogatott hagyományos szerelése a fehér mez, tengerészkék nadrág és fehér sportszár, de előfordul, hogy tiszta fehér szerelést viselnek. A váltómez általában vörös mezből, fehér nadrágból és vörös sportszárból áll. Az 1996-os Európa-bajnokságon szürke volt a váltómez, a nadrág és a sportszár. Ebben a színösszetételben mindössze három alkalommal léptek pályára, köztük a németek elleni elődöntőn is.
Érdekesség még, hogy 1973 nyarán a harmadik számú szerelésük svéd mintára sárga mezből, kék nadrágból és sárga sportszárból tevődött össze.
Hazai
| 1950-1954 | 1962 | 1966 | 1980-1982 | 1986 | 1988 | 1990-1992 | 1996 | 1997-1999 |  |

| 2000 | 2001-2003 | 2003-2005 | 2006 | 2007-2008 | 2010 | 2012 | 2014 | 2016 |

Idegenbeli
| 1950 | 1954-1958 | 1962 | 1966-1970 | 1980-1982 | 1990-1992 | 1996 | 1997-1999 | 2000 |  |

| 2001-2003 | 2003-2005 | 2006 | 2007-2009 | 2010 | 2012 | 2014 | 2016 |  |

## Játékosok

### Jelenlegi keret
Az angol válogatott 26 fős kerete a Brazília és Belgium elleni mérkőzésekre, 2024 márciusában.
A pályára lépesek és gólok száma a 2023. november 20-i  Észak-Macedónia elleni mérkőzés után lett frissítve.
| Mezszám       | Poszt       | Név                | Születési dátum (kor)         | Válogatottság | Gólok   | Klub                   |
| Kapusok       | Kapusok     | Kapusok            | Kapusok                       | Kapusok       | Kapusok | Kapusok                |
| ------------- | ----------- | ------------------ | ----------------------------- | ------------- | ------- | ---------------------- |
| 1             | kapus       | Jordan Pickford    | 1994. március 7. (31 éves)    | 58            | 0       | Everton                |
| 13            | kapus       | Sam Johnstone      | 1993. március 25. (32 éves)   | 4             | 0       | Crystal Palace         |
| 22            | kapus       | Aaron Ramsdale     | 1998. május 11. (27 éves)     | 4             | 0       | Arsenal                |
| Védők         |             |                    |                               |               |         |                        |
| 2             | hátvéd      | Kyle Walker        | 1990. május 28. (35 éves)     | 81            | 1       | Manchester City        |
| 5             | hátvéd      | John Stones        | 1994. május 28. (31 éves)     | 69            | 3       | Manchester City        |
| 6             | hátvéd      | Harry Maguire      | 1993. március 5. (32 éves)    | 62            | 7       | Manchester United      |
| 3             | hátvéd      | Ben Chilwell       | 1996. december 21. (28 éves)  | 19            | 1       | Chelsea                |
| 16            | hátvéd      | Joe Gomez          | 1997. május 23. (28 éves)     | 11            | 0       | Liverpool              |
| 14            | hátvéd      | Lewis Dunk         | 1991. november 21. (33 éves)  | 3             | 0       | Brighton & Hove Albion |
| 12            | hátvéd      | Ezri Konsa         | 1997. október 23. (27 éves)   | 0             | 0       | Aston Villa            |
| 15            | hátvéd      | Jarrad Branthwaite | 2002. június 27. (23 éves)    | 0             | 0       | Everton                |
| Középpályások |             |                    |                               |               |         |                        |
|               | középpályás | Jordan Henderson   | 1990. június 17. (35 éves)    | 81            | 3       | Ajax                   |
| 4             | középpályás | Declan Rice        | 1999. január 14. (26 éves)    | 48            | 3       | Arsenal                |
| 10            | középpályás | Jude Bellingham    | 2003. június 29. (21 éves)    | 27            | 2       | Real Madrid            |
| 8             | középpályás | Conor Gallagher    | 2000. február 6. (25 éves)    | 11            | 0       | Chelsea                |
| 20            | középpályás | James Maddison     | 1995. december 2. (29 éves)   | 5             | 0       | Tottenham Hotspur      |
| 21            | középpályás | Kobbie Mainoo      | 2005. április 19. (20 éves)   | 0             | 0       | Manchester United      |
| Támadók       |             |                    |                               |               |         |                        |
|               | csatár      | Harry Kane         | 1993. július 28. (31 éves)    | 89            | 62      | Bayern München         |
| 19            | csatár      | Marcus Rashford    | 1997. október 31. (27 éves)   | 59            | 17      | Manchester United      |
|               | csatár      | Bukayo Saka        | 2001. szeptember 5. (23 éves) | 32            | 11      | Arsenal                |
| 7             | csatár      | Phil Foden         | 2000. május 28. (25 éves)     | 31            | 4       | Manchester City        |
| 9             | csatár      | Ollie Watkins      | 1995. december 30. (29 éves)  | 9             | 3       | Aston Villa            |
| 18            | csatár      | Jarrod Bowen       | 1996. december 20. (28 éves)  | 5             | 0       | West Ham United        |
|               | csatár      | Cole Palmer        | 2002. május 6. (23 éves)      | 2             | 0       | Chelsea                |
| 17            | csatár      | Ivan Toney         | 1996. március 16. (29 éves)   | 1             | 0       | Brentford              |
| 11            | csatár      | Anthony Gordon     | 2001. február 24. (24 éves)   | 0             | 0       | Newcastle United       |

## Válogatottsági rekordok
Az adatok 2022. március 26. állapotoknak felelnek meg.

### A legtöbb válogatottsággal rendelkező játékosok
| #  | Név            | Időszak   | Vál. | Gólok | Poszt* |
| -- | -------------- | --------- | ---- | ----- | ------ |
| 1  | Peter Shilton  | 1970–1990 | 125  | 0     | GK     |
| 2  | Wayne Rooney   | 2003–2018 | 120  | 53    | FW     |
| 3  | David Beckham  | 1996–2009 | 115  | 17    | MF     |
| 4  | Steven Gerrard | 2000–2014 | 114  | 21    | MF     |
| 5  | Bobby Moore    | 1962–1973 | 108  | 2     | DF     |
| 6  | Ashley Cole    | 2001–2014 | 107  | 0     | DF     |
| 7  | Bobby Charlton | 1958–1970 | 106  | 49    | MF     |
| 7  | Frank Lampard  | 1999–2014 | 106  | 29    | MF     |
| 9  | Billy Wright   | 1946–1959 | 105  | 3     | DF     |
| 10 | Bryan Robson   | 1980–1991 | 90   | 26    | MF     |

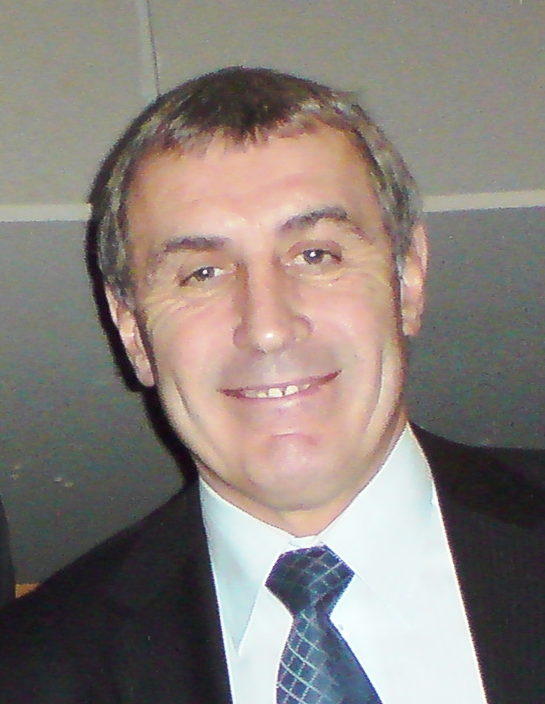
Peter Shilton a válogatottsági rekorder 125 mérkőzéssel.

A félkövérrel jelölt játékosok ma is aktívak.

* GK: kapus, DF: védő, MF: középpályás, FW: csatár

### A legtöbb gólt szerző játékosok

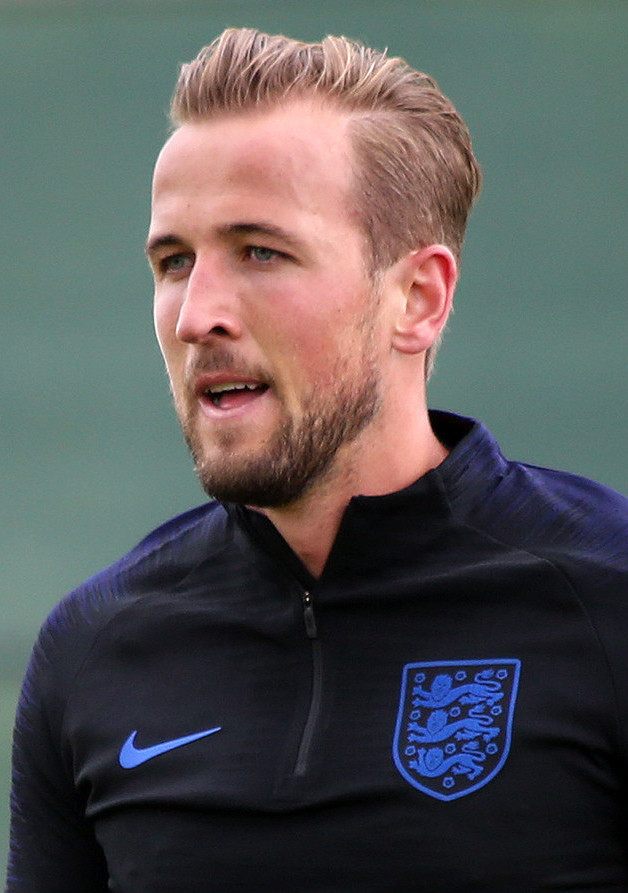
Harry Kane 54 góljával az angol válogatott legsikeresebb gólszerzője

| #  | Név             | Időszak   | Gólok | Vál. | Poszt* | Átlag  |
| -- | --------------- | --------- | ----- | ---- | ------ | ------ |
| 1  | Harry Kane      | 2015–     | 54    | 81   | FW     | 0.6667 |
| 2  | Wayne Rooney    | 2003–2017 | 53    | 120  | FW     | 0.4454 |
| 3  | Bobby Charlton  | 1958–1970 | 49    | 106  | MF     | 0.4622 |
| 4  | Gary Lineker    | 1984–1992 | 48    | 80   | FW     | 0.6000 |
| 5  | Jimmy Greaves   | 1959–1967 | 44    | 57   | FW     | 0.7719 |
| 6  | Michael Owen    | 1998–2008 | 40    | 89   | FW     | 0.4494 |
| 7  | Nat Lofthouse   | 1950–1958 | 30    | 33   | FW     | 0.9090 |
| 7  | Alan Shearer    | 1992–2000 | 30    | 63   | FW     | 0.4762 |
| 7  | Tom Finney      | 1946–1958 | 30    | 76   | FW     | 0.3947 |
| 10 | Vivian Woodward | 1903–1911 | 29    | 23   | FW     | 1.2609 |
| 10 | Frank Lampard   | 1999–2014 | 29    | 106  | MF     | 0.2735 |

### Legfiatalabb debütáló játékosok
| #  | Név                     | Bemutatkozás             | Vál. | Gólok | Poszt* |
| -- | ----------------------- | ------------------------ | ---- | ----- | ------ |
| 1  | Theo Walcott            | 17 évesen és 74 naposan  | 47   | 8     | FW     |
| 2  | Wayne Rooney            | 17 évesen és 109 naposan | 120  | 53    | FW     |
| 3  | Jude Bellingham         | 17 évesen és 134 naposan | 20   | 1     | MF     |
| 4  | Raheem Sterling         | 17 évesen és 336 naposan | 81   | 20    | FW     |
| 5  | Michael Owen            | 18 évesen és 58 naposan  | 89   | 40    | FW     |
| 6  | Callum Hudson-Odoi      | 18 évesen és 135 naposan | 3    | 0     | FW     |
| 7  | Micah Richards          | 18 évesen és 142 naposan | 13   | 1     | DF     |
| 8  | Duncan Edwards          | 18 évesen és 182 naposan | 18   | 5     | MF     |
| 9  | Jadon Sancho            | 18 évesen és 197 naposan | 23   | 3     | FW     |
| 10 | Marcus Rashford         | 18 évesen és 206 naposan | 49   | 15    | FW     |
| 11 | Jack Wilshere           | 18 évesen és 220 naposan | 34   | 2     | MF     |
| 12 | Luke Shaw               | 18 évesen és 231 naposan | 26   | 3     | DF     |
| 13 | Alex Oxlade-Chamberlain | 18 évesen és 281 naposan | 35   | 7     | MF     |
| 14 | Mason Greenwood         | 18 évesen és 335 naposan | 1    | 0     | FW     |
| 15 | Rio Ferdinand           | 19 évesen és 8 naposan   | 81   | 3     | DF     |

A félkövérrel jelölt játékosok ma is aktívak.

* GK: kapus, DF: védő, MF: középpályás, FW: csatár

### Ismert játékosok
A listában volt és jelenlegi játékosok egyaránt szerepelnek.
| - Tony Adams 1987–2000 - Darren Anderton 1994–2001 - Viv Anderson 1978–1988 - Jimmy Armfield 1959–1966 - Alan Ball 1965–1975 - Gordon Banks 1963–1972 - John Barnes 1983–1995 - Cliff Bastin 1931–1938 - Peter Beardsley 1986–1996 - David Beckham 1996–2007 - Colin Bell 1968–1975 - Steve Bloomer 1895–1907 - Eric Brook 1929–1939 - Trevor Brooking 1974–1982 - Terry Butcher 1980–1990 - Sol Campbell 1996–2007 - Jamie Carragher 1999–2007 - Raich Carter 1934–1947 - Mick Channon 1972–1977 - Bobby Charlton 1958–1970 - Jack Charlton 1965–1970 - Allan Clarke 1970–1976 - Ray Clemence 1972–1983 - George Cohen 1964–1967 - Terry Cooper 1969–1975 - Steve Coppell 1976–1983 - Tony Currie 1972–1979 - Dixie Dean 1927–1932 - Jimmy Dickinson 1949–1956 - Duncan Edwards 1955–1957 | - Rio Ferdinand 1997–2015 - Tom Finney 1946–1958 - Ron Flowers 1955–1966 - Trevor Francis 1977–1986 - Paul Gascoigne 1988–1998 - Steven Gerrard 2000–2014 - Jimmy Greaves 1959–1967 - Eddie Hapgood 1933–1939 - Sam Hardy 1907–1920 - Johnny Haynes 1954–1962 - Glenn Hoddle 1979–1988 - Emlyn Hughes 1969–1980 - Roger Hunt 1962–1969 - Norman Hunter 1961–1976 - Geoff Hurst 1966–1972 - Paul Ince 1992–2000 - Kevin Keegan 1972–1982 - Tommy Lawton 1938–1948 - Gary Lineker 1984–1992 - Nat Lofthouse 1950–1958 - Paul Madeley 1971–1977 - Paul Mariner 1977–1984 - Stanley Matthews 1934–1957 - Bobby Moore 1962–1973 - Stan Mortensen 1947–1953 - Jimmy Mullen 1947–1954 - Phil Neal 1976–1983 - Michael Owen 1998–2013 - Stuart Pearce 1987–1999 - Martin Peters 1966–1974 | - David Platt 1989–1996 - Alf Ramsey 1948–1953 - Bryan Robson 1980–1991 - Wayne Rooney 2003–2018 - Kenny Sansom 1979–1988 - Paul Scholes 1997–2004 - David Seaman 1988–2002 - Alan Shearer 1992–2000 - Teddy Sheringham 1993–2002 - Peter Shilton 1970–1990 - Ron Springett 1959–1966 - Gareth Southgate 1995–2004 - Trevor Steven 1985–1992 - Gary Stevens 1985–1992 - Nobby Stiles 1965–1970 - Frank Swift 1946–1949 - John Terry 2003–2012 - Phil Thompson 1976–1982 - Chris Waddle 1985–1991 - Des Walker 1988–1993 - David Watson 1974–1982 - Ray Wilkins 1976–1986 - Ray Wilson 1960–1968 - Tony Woodcock 1978–1986 - Chris Woods 1985–1993 - Vivian Woodward 1903–1911 - Billy Wright 1946–1959 - Ian Wright 1991–1998 - Mark Wright 1984–1996 - Frank Lampard 1999–2014 |

### Az Év játékosa a szurkolók szerint
- 2003 – David Beckham
- 2004 – Frank Lampard
- 2005 – Frank Lampard
- 2006 – Owen Hargreaves
- 2007 – Steven Gerrard

## Szövetségi kapitányok
| Név                 | Időszak     | Mérkőzés | Győzelem | Döntetlen | Vereség |
| ------------------- | ----------- | -------- | -------- | --------- | ------- |
| Walter Winterbottom | 1946 – 1962 | 139      | 78       | 33        | 28      |
| Alf Ramsey          | 1963 – 1974 | 113      | 69       | 27        | 17      |
| Joe Mercer*         | 1974        | 7        | 3        | 3         | 1       |
| Don Revie           | 1974 – 1977 | 29       | 14       | 8         | 7       |
| Ron Greenwood       | 1977 – 1982 | 55       | 33       | 12        | 10      |
| Bobby Robson        | 1982 – 1990 | 95       | 47       | 30        | 18      |
| Graham Taylor       | 1990 – 1993 | 38       | 18       | 13        | 7       |
| Terry Venables      | 1994 – 1996 | 23       | 11       | 11        | 1       |
| Glenn Hoddle        | 1996 – 1999 | 28       | 17       | 6         | 5       |
| Kevin Keegan        | 1999 – 2000 | 18       | 7        | 7         | 4       |
| Sven-Göran Eriksson | 2001 – 2006 | 67       | 40       | 17        | 10      |
| Steve McClaren      | 2006 – 2007 | 18       | 9        | 4         | 5       |
| Fabio Capello       | 2008 – 2012 | 42       | 28       | 8         | 5       |
| Stuart Pearce*      | 2012        | 1        | 0        | 0         | 1       |
| Roy Hodgson         | 2012–2016   | 56       | 33       | 15        | 8       |
| Sam Allardyce       | 2016        | 1        | 1        | 0         | 0       |
| Gareth Southgate    | 2016–2024   | 102      | 61       | 24        | 17      |
| Lee Carsley*        | 2024        | 4        | 3        | 0         | 1       |
| Thomas Tuchel       | 2025–       | 0        | 0        | 0         | 0       |

A *-gal jelölt edzők megbízott szövetségi kapitányt jelentenek.